# Саустинымме
Са́устины́мме (эст. Saustinõmme) — деревня в волости Саку уезда Харьюмаа, Эстония. Старейшина деревни — Арнольд Йыгис (Arnold Jõgis).

## География и описание
Расположена в северной части Эстонии, в 7 км к югу от Таллина. На севере граничит с деревней Мяннику, на юго-западе — с Каямаа, на юго-востоке — с деревней Локути. Высота над уровнем моря — 50 метров.
Климат — умеренный. Официальный язык — эстонский. Почтовый индекс — 75507.

## Население
По данным переписи населения 2021 года, в Саустинымме насчитывалось 256 жителей, из них 238 (93,7 %) — эстонцы.
По данным переписи населения 2011 года, в деревне проживали 148 человек, из них 135 (91,2 %) — эстонцы.
Численность населения деревни Саустинымме по данным переписей населения:
| Год  | 1959 | 1970 | 2000 | 2011  | 2021  |
| ---- | ---- | ---- | ---- | ----- | ----- |
| Чел. | 65   | ↗ 38 | ↘ 32 | ↗ 148 | ↗ 256 |

## История
Деревня впервые упоминается в 1798 году (Nöm̄e). Долгое время называлась Нымме (эст. Nõmme) (в русских источниках 1900 года упоминается как Немме), в конце 1930-х годов к названию была добавлена приставка Саусти. После Второй мировой войны стала называться Саусти-Ныммкюла (эст. Sausti-Nõmmküla). В 1977–1997 годах входила в состав деревни Локути, затем была восстановлена как деревня под названием Саустинымме. 
В 2006 году в Саустинымме началось возведение нового жилого района под названием Метсавеэре (эст. Metsaveere), в котором было выделено 88 земельных участков для частных жилых домов. На первом этапе строительства были выставлены на продажу участки площадью 1307—1548 м². Участки  продавались вместе с домами, которые были обставлены мебелью эстонских производителей и имели необходимую домашнюю технику. 